# Arctia dentata
Arctia dentata là một loài bướm đêm thuộc phân họ Arctiinae, họ Erebidae.